# Mark Landin
Mark Landin (littéralement Marche de Landin) est une ancienne commune allemande de l'arrondissement d'Uckermark dans le Brandebourg qui résulte de la fusion, le 31 décembre 2001 de trois anciennes communes rurales: celle de Grünow, Landin (avec Niederlandin et Hohenlandin) et de Schönermark. Sa population comptait 1 099 habitants au 31 décembre 2010. Elle se trouve dans une région naturelle de lacs et de paysages protégés.

## Architecture et tourisme
- Château de Hohenlandin: ce château néogothique a été construit en style Tudor par Ferdinand Neubarth pour le baron von Warburg en 1860-1861, tandis que le parc à l'anglaise est dessiné par Peter Joseph Lenné en 1822. Les derniers propriétaires sont expulsés en 1945 par les lois de nationalisation de la propriété privée qui l'attribue à la commune. Le château, abandonné depuis 1977, tombe en ruines et cherche un investisseur immobilier.
- Hohenlandin: église du XIIIe siècle
- Niederlandin: ruines du manoir
- Grünow: église médiévale et parc de l'ancien manoir
- Schönermark: musée local